# Breda 52
Le Breda Dovunque était, à l'origine, un camion militaire tout terrain de catégorie lourde polyvalent fabriqué par le constructeur italien E. Breda SpA.
Ce camion sera décliné en plusieurs versions. D'abord appelé "Tipo A" par le constructeur, il sera présenté à l'"Ufficio Studi ed Esperienze" de l'armée du Roi d'Italie sous le nom Breda 5T puis, une foi homologué, il fut désigné comme Autocarro Militare Coloniale Breda et simplement Breda 51 à partir du mois d'avril 1940. Au fil du temps, le véhicule bénéficie d'améliorations constantes et devient Breda 52 en fin d'année 1942 ou il sera utilisé comme tracteur d'artillerie. Un prototype 6x6 sera baptisé Breda 54. À partir de 1942, Breda présente des versions civiles nommées Breda 56 - 57.

## Histoire
Pendant de très nombreuses années, les constructeurs ne développaient de nouveaux modèles militaires que sur commande de l'armée avec un cahier des charges précis.
C'est en 1934 que la société E. Breda SpA reçoit une commande des autorités militaires pour étudier et développer un camion tout terrain. Le prototype du camion, désigné Breda Tipo A, est présenté à l'"Ispettorato del Materiale Automobilistico" le 27 janvier 1936. Doté d'un plateau semblable à celui du Breda 33 destiné au génie, il est propulsé par un moteur essence Breda F5 développant 85 Ch à 1.800 tr/min. La transmission sur le tandem arrière se fait via un embrayage multidisque et une boîte à quatre rapports avant plus marche arrière. Avec un PTC de 12.600 kg et une charge utile de 5.000 kg, conformément aux contraintes militaires, il dépasse la vitesse maxi imposée de 50 km/h. Les jantes à voile plein montant des pneus Pirelli Cord de 38x7 seront remplacées, dans la version définitive homologuée, par des jantes ajourées.
Le 1er décembre 1936, Breda présente à l'"Ufficio Studi ed Esperienze" un second prototype, désigné Breda Dovunque pesante Tipo 5T. Doté d'un châssis et d'une carrosserie entièrement revus, il est équipé d'un moteur Breda Diesel AEC développant 125 Ch à 2.000 tr/min. Ses roues à jante à voile ajouré sont équipées de pneus Pirelli Artiglio de 38x7. Pour faciliter le franchissement, les roues de secours placées derrière la cabine sont montées libres sur leur axe. Sur terrain meuble, elles peuvent être montées sur le train avant de manière à avoir des roues jumelées comme à l'arrière et limiter ainsi la pression au sol.
Après une première campagne de tests et quelques modifications de détail comme la suppression des barres de protection devant le radiateur, remplacées par un pare-chocs, le véhicule rebaptisé Autocarro Coloniale, est envoyé dans les colonies d'Afrique Orientale Italienne en 1938 pour réaliser des essais sur ses futurs terrains d'intervention : les pistes de terre et le désert. Ces expérimentations donnent des résultats très satisfaisants, le véhicule atteignant une vitesse maximale de 60 km/h sur route et démontrant sa capacité à franchir des pentes de 40 %.
La version définitive, baptisée Autocarro Militare Coloniale puis Breda 51 à partir d'avril 1940, est présentée officiellement le 31 janvier 1941 au "Centro Studi Motorizzazione". Le véhicule définitif adopte une cabine fermée et un plateau rehaussé. L'administration coloniale passa une première commande de 48 exemplaires.
La Wehrmacht acheta 79 exemplaires du Breda 51 en 1941.

## Le Breda 51 Colonial
Le Breda 51 Colonial est équipé du moteur diesel Breda D11, identique à celui du tracteur d'artillerie Breda TP 40, un six cylindres en ligne à soupapes en tête développant 115 Ch à 1.800 tr/min. Le démarrage est assuré par un petit moteur essence auxiliaire.
L'embrayage multidisque à sec est logé dans un carter indépendant du bloc moteur et de la boîte, à laquelle il est relié par un double cardan. Le groupe réducteur et les différentiels sont enfermés dans un carter unique situé au niveau des essieux arrière. La présence de deux couples d'engrenages cylindriques sur le réducteur permet d'obtenir quatre rapports « hautes vitesses » et quatre « basses vitesses » plus deux de marche arrière. Les deux différentiels sont munis d'un dispositif de blocage actionné par le conducteur via un circuit d'air comprimé. Un dernier étage de réduction, situé sur les roues arrière, permet de réduire de 2/3 les efforts de torsion transmis par les différentiels.
Le véhicule peut être équipé d'un treuil, placé derrière le groupe réducteur, de 7.500 kg et avec un câble de 50 m. Les roues à jante en acier moulé de type artillerie montent des pneus basse pression Pirelli de 9,75x24 ou haute pression de 40x8. Le pont arrière bénéficie de roues jumelées qui peuvent recevoir des chenilles ou des chaînes d'adhérence.
La suspension est assurée par des ressorts à lames semi-elliptiques transversaux sur le pont avant et par quatre ressorts à lames semi-elliptiques longitudinaux à l'arrière. Le freinage est assuré par des tambours sur les six roues, actionnés par un circuit d'air comprimé.
La cabine fermée dispose de deux sièges de part et d'autre du capot moteur et une couchette située à l'arrière. Le réservoir de carburant d'une capacité de 500 litres permet une autonomie de plus de 1.000 km sur route. Un réservoir d'eau potable de 30 litres est placé à l'abri dans la cabine.
Le plateau arrière, à structure métallique, avec plancher en bois, mesure 4,10 m de long et 2,40 m de large. Il peut être couvert d'une bâche imperméable. Les ridelles latérales sont fixes.

## Le Breda 52 Militaire
La chute de Benito Mussolini, du fascisme et, de fait, de l'empire colonial italien, n'a pas interrompu le développement du Breda Dovunque 51. 
L'Esercito cherchait en effet un châssis plus adapté que celui du Lancia 3Ro pour les canons automoteurs de 90/53. Afin d'adapter le véhicule Breda à cette utilisation, Viberti étudia une cabine ouverte plus spartiate, avec un pare-brise en trois parties et des portières privées de vitres. Les modifications permirent de ramener le poids à vide à 8.500 kg, contre les 9.600 kg du modèle colonial, tout en augmentant les dimensions du plateau. Le réservoir de carburant fut ramené à 180 L, limitant l'autonomie à 500 km. 
Le 9 juillet 1941, la première commande de 200 exemplaires fut complétée par 52 véhicules supplémentaires pour atteindre un total de 300 unités au 13 décembre 1941, dont 90 destinées à être transformées en canons automoteurs.
Une version à châssis renforcé, Breda 52, fut également produite. Le poids du châssis nu passant alors de 6.350 kg du Breda 51 à 6.750 kg pour le Breda 52. Extérieurement, les deux modèles étaient identiques. Au 30 avril 1943, 262 exemplaires du Breda 52 ont été livrés et 73 autres étaient en commande.
Un exemplaire du Breda 52 a été testé en 1943 pour transporter l'obusier de 149/19, mais cette solution, jugée peu pratique, n'a pas été retenue. Le véhicule comportait huit sièges pour les soldats et un magasin pour stocker dix obus de 149 mm.
Une version du Breda 52 tracteur d'artillerie et transport de munitions pour le canon de 90/53 a été fabriquée. Le toit de la cabine était remplacé par une bâche repliable. 78 exemplaires de cette variante ont été réceptionnés par le Regio Esercito.
Un train routier spécial étudié par Viberti, utilisant le châssis du Breda 51 Colonial, a été proposé par le constructeur SAIV. Constitué d'un attelage avec remorque à 2 essieux, il avait une capacité totale de 10.300 litres de carburant. Le projet, destiné au départ à l'AOI, resta au stade de l'étude à la suite de la perte de l'empire colonial, même s'il fut à nouveau proposé après-guerre sur la base du Breda 52.
Un exemplaire du Breda 52 a servi aux essais de traction du premier modèle de remorque développé par Viberti pour tracter le char lourd P 40. Le Breda 52 aurait dû donner naissance au Breda 54, version 6x6 développée à partir de juin 1942, mais dont le projet fut stoppé en septembre 1943.

## Le Canon automoteur de 90/53 sur Breda 51/52
Le canon automoteur de 90/53 sur Breda 51/52 est une pièce d'artillerie autopropulsée mise au point par l'armée du Roi d'Italie en 1940/41.

### Histoire
La première fois que le Regio Esercito italien voulut se doter d'un support très mobile pour déplacer son redoutable canon de 90/53, il choisit de le monter sur le châssis du camion Lancia 3Ro. Plus tard, voulant améliorer la mobilité en tout terrain de ce canon automoteur, il utilisa le châssis du camion militaire Breda 51. 
Le prototype de ce nouveau modèle sur châssis Breda 51, utilisait quasiment la même plateforme que celle installée sur le Lancia 3Ro est présenté dans l'usine Ansaldo de  Sampierdarena de Gênes le 11 mars 1941.
Le modèle définitif, nommé Cannone autocampale da 90/53 su autotelaio Breda 51 - Canon automoteur de 90/53 sur châssis Breda 51, ne fut terminé qu'en avril 1942. Les premiers exemplaires utilisèrent le châssis du Breda 51 mais la série suivante fut construite sur le châssis renforcé du Breda 52, plus adapté à cette utilisation.
Le général Roatta mentionne, dans une correspondance du 24 mai 1941, une première commande passée à la société Ansaldo de 70 exemplaires de canons automoteurs sur châssis Breda. Le 18 septembre de la même année, la commande est transformée en 50 exemplaires sur châssis Breda 51 et 20 sur châssis Lancia 3Ro. La dernière commande passée à Ansaldo le 2 décembre 1941 porte à 90 le nombre de canons automoteurs sur châssis Breda. Le premier lot de 20 unités est livré en 1941 et le dernier exemplaire est livré le 1er mai 1943 au Regio Esercito. En juillet 1943, l'état-major de l'Esercito avait envisagé de commander une autre série de 96 canons automoteurs Breda 52, mais cette commande ne semble pas avoir été validée.

## Le modèle civil Breda 57
En 1942, l'entreprise Pasquale Trucchi de Rome négocie avec Breda la fourniture de 10 châssis d'une nouvelle version baptisée Breda 57, construite sur la base du châssis du Breda 52 mais avec quelques modifications comme l'empattement augmenté de 500 mm, le régime moteur porté à 2.000 tr/min pour obtenir une puissance supérieure, un démarreur électrique 24 V couplé au moteur essence de lancement, une boîte de vitesses à 10 rapports en marche avant plus deux en marche arrière et un système de ventilation du moteur simplifié. Le 16 août 1944, le premier exemplaire du Breda 57, sur les dix commandés, est livré à l'entreprise. Ce véhicule portait le numéro de châssis 3026, il avait une cabine ouverte et un régime moteur maintenu à 1.800 tr/min. Le plateau disposait en revanche de ridelles latérales rabattables.
Toujours en 1942, la société Pasquale Trucchi aurait pris livraison de quatre Breda 56 avec cabine fermée reprenant la forme de celle du Breda 51 Colonial. Par rapport à ce dernier, les roues de franchissement avaient été supprimées et l'empattement augmenté.

Après la fin de la guerre, Breda cherche à poursuivre la production du 51 Dovunque en conservant la cabine militaire du Breda 51/52. Le nouveau modèle présenté, baptisé Breda 53, est équipé d'un moteur Breda Diesel 6 cylindres développant 140 Ch à 1.800 tr/min. Une version à empattement long, Breda 53 L a également été commercialisée. 
Une seconde version du Breda 57 Dovunque fut également produite après guerre. Deux modèles de cabine étaient proposés, l'une carrossée par Borsani avec un panneau de custode tôlé et une autre, d'un carrossier inconnu, avec le panneau de custode vitré. Dans les deux cas, le plateau était pourvu de ridelles latérales rabattables.
Aucune archive ne mentionne le nombre exact d'exemplaires militaires et civils fabriqués. Les quantités mentionnées ont été collationnées dans les archives militaires et récits historiques.